# Родригес, Джейк
Эваристо Родригес (исп. Evaristo Rodriguez, родился 2 октября 1965 в Арройо, Пуэрто-Рико) — пуэрто-риканский боксёр-профессионал, выступавший в первом полусреднем (Super lightweight) весе. Экс-чемпион мира по версии Международной боксёрской федерации, который 28 января 1995 года перешёл Косте Цзю.